# Bīdestān (ort i Lorestan)
Bīdestān (persiska: بيدستان, بيدَستان) är en ort i Iran.   Den ligger i provinsen Lorestan, i den centrala delen av landet, 290 km sydväst om huvudstaden Teheran. Bīdestān ligger 2 157 meter över havet och antalet invånare är 123.
Terrängen runt Bīdestān är kuperad åt nordväst, men åt sydost är den platt. Terrängen runt Bīdestān sluttar söderut. Runt Bīdestān är det ganska glesbefolkat, med 48 invånare per kvadratkilometer. Närmaste större samhälle är Hendūdūr, 15,3 km väster om Bīdestān. Trakten runt Bīdestān består i huvudsak av gräsmarker.